# Алексеев, Александр Николаевич (журналист)
Алекса́ндр Никола́евич Алексе́ев (22 декабря 1983, Магадан — 27 июня 2022, Москва) — российский журналист и телеведущий программ «Вести» и «Вести-Москва» на телеканале «Россия-1».

## Биография
Родился 22 декабря 1983 года в Магадане, мама — директор школы — воспитывала сына без отца. Очно получил два высших образования (оба диплома — с отличием) по специальностям «Национальная экономика» и «Государственное и муниципальное управление». Также обучался в Московском институте повышения квалификации работников радио и телевидения.
В 14 лет окончил школу, с 16 лет работал в прямом эфире ГТРК «Магадан», вёл утренние, дневные, вечерние выпуски новостей, прямые эфиры с губернатором. В 21 год переехал на постоянное место жительства в Москву и влился в коллектив телеканала «Россия», сперва был корреспондентом, а затем и ведущим программы «Вести» (выпуски на регионы Сибири и Дальнего Востока, утренние выпуски).
С 2008 по 2011 год работал на телеканале «Звезда». Был в числе организаторов экономического вещания, а также ведущим вечернего и итогового недельного выпусков новостей. Получил неоценимый опыт работы в экстренных эфирных ситуациях, назначался на самые технологически сложные выпуски новостей в дни чрезвычайных событий.
В 2012 году возвратился на телеканал «Россия» на должность ведущего программы «Вести-Москва». В 2013 году, помимо основных выпусков программы «Вести-Москва», провёл три выпуска итоговой программы «Вести-Москва. Неделя в городе», поскольку ведущий Алексей Фролов перешёл на телеканал «ТВЦ», а также выпуски «Вестей», транслируемых на Сибирь и Дальний Восток телеканалами «Россия-1» и «РТР-Планета» на США. С 10 ноября 2014 года его заменил Николай Зусик.
Профессию телеведущего совмещал с научно-педагогической деятельностью. Преподавал в различных вузах Москвы. В 28 лет защитил диссертацию на соискание ученой степени доктора экономических наук, став одним из пяти самых молодых докторов экономических наук в России.
Хобби — плавание, литература, театр, поклонник певицы Лобода.
Скончался 27 июня 2022 на 39 году жизни в Москве.